# 미래에서 온 소년
《미래에서 온 소년》은 대한민국의 웹툰으로, 웹툰작가 곽성호가 [짬툰]]에서 연재하고 있는 작품이다.
장르: SF (공상과학)

## 줄거리
발전을 거듭하다 공감과 소통이 사라진 미래인류. 삶의 의미를 되찾기 위해 1000년전으로 보내진 한 소년!

## 등장인물
- 강수훈(주인공) : 1000년 뒤 미래에서 보내진 소년
- 황제호 : 수훈이의 같은 반 친구. 정의로운 성격이다.
- 여태솔 : 수훈이와 같은 반이자 옆집 친구. 내성적인 성격이다.
- 최윤영 : 수훈이의 같은 반 친구. 수훈에게 호감을 느끼고 있는 것 같다.
- 이주영 : 수훈이의 같은 반 친구. 수훈과 짝피구 파트너였다.
- 이초희 : 수훈이의 같은 반 친구. 조용하고 비밀이 많은 것 같다.
- 이상민 : 수훈이의 같은 반 친구. 제호와는 중학교 동창.